# Solothurner Kantonalbank

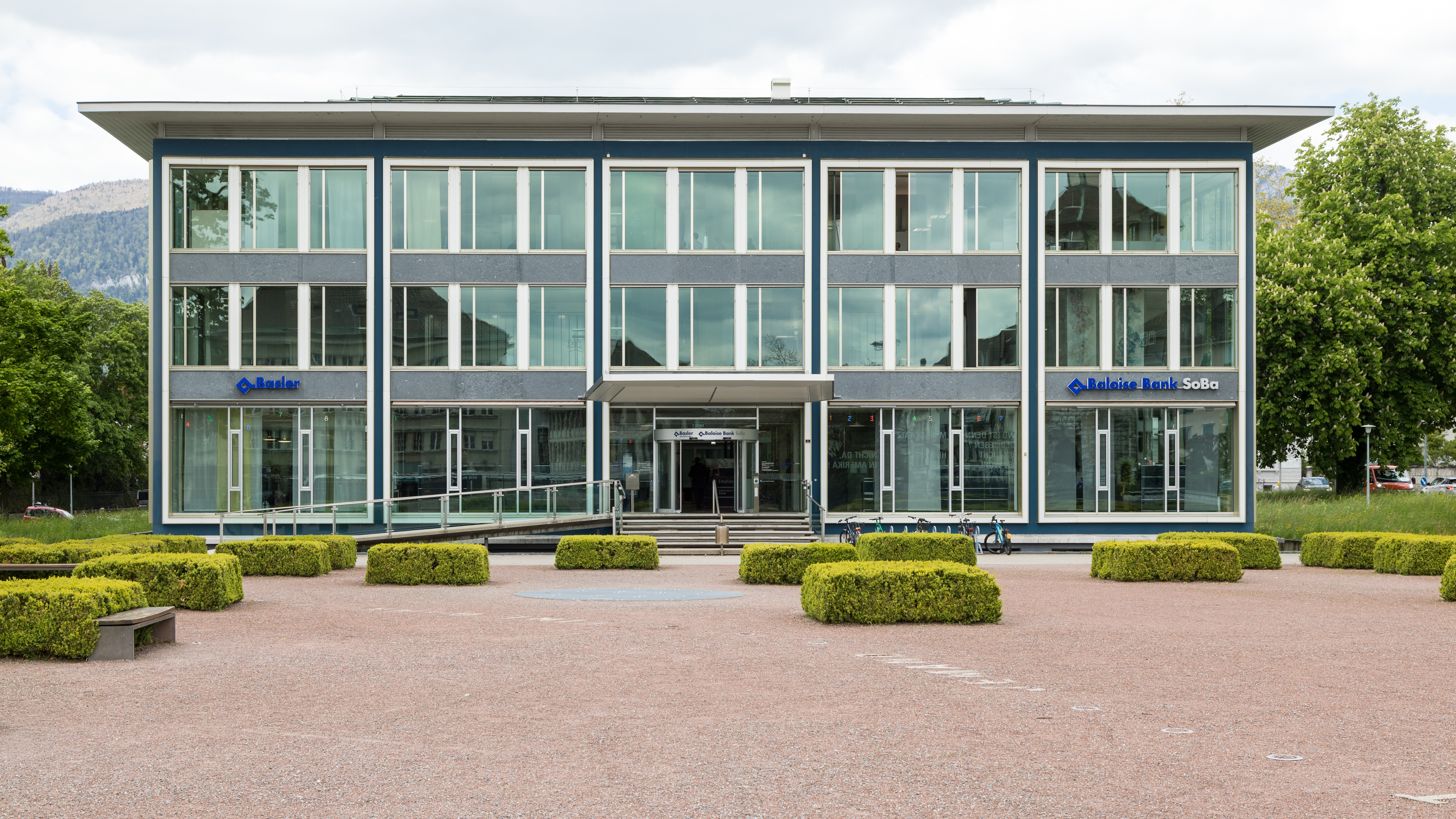
Der ehemalige Hauptsitz der Solothurner Kantonalbank in Solothurn, heute Baloise Bank (Foto 2019)

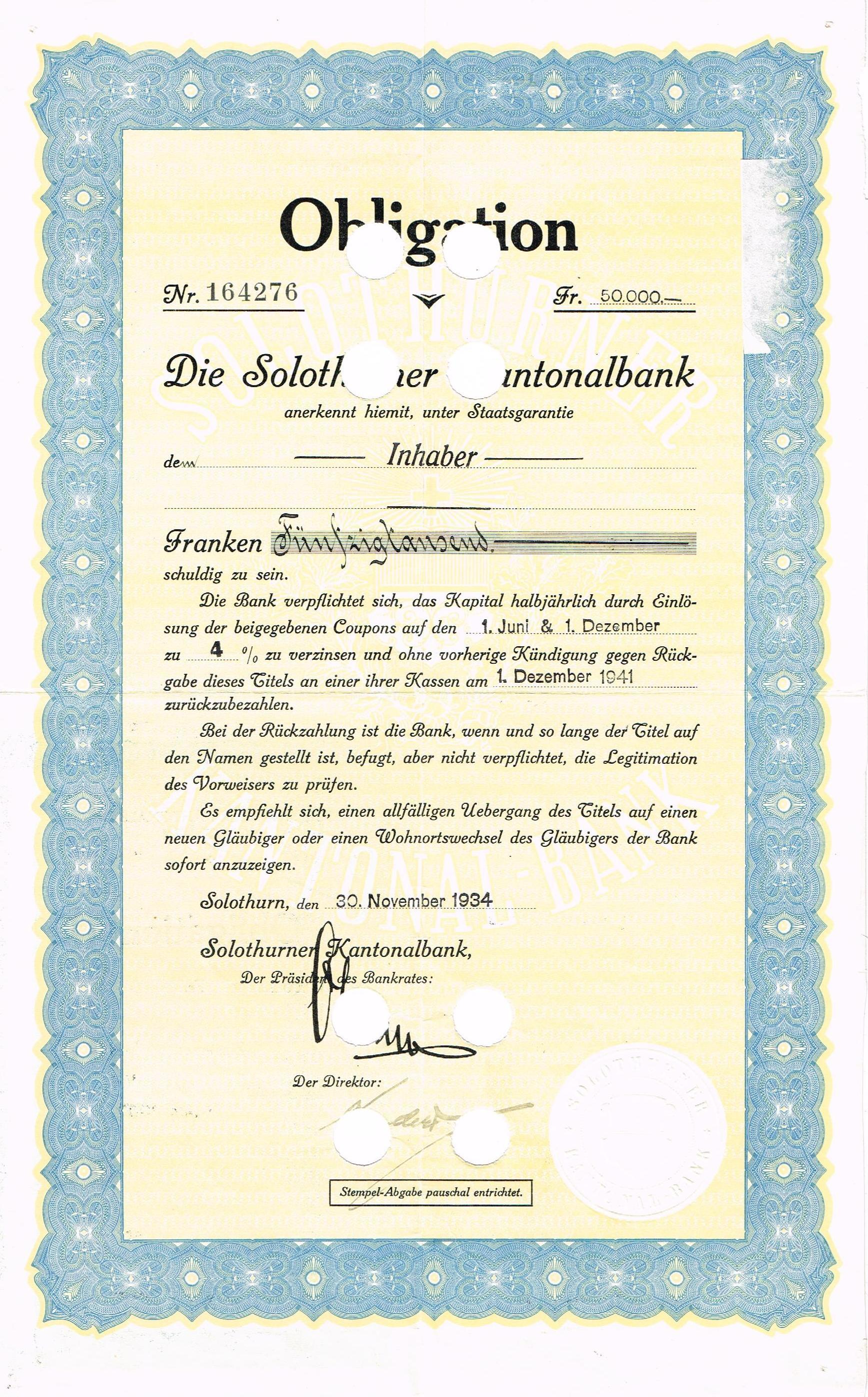
Obligation über 500 Franken der Solothurner Kantonalbank vom 30. November 1934

Die Solothurner Kantonalbank (SKB), die vormalige Staatsbank im Kanton Solothurn (Schweiz), war im 19. Jahrhundert indirekt aus den Trümmern des sog. Bankkrachs hervorgegangen und endete in den 1990er Jahren ihrerseits im sog. Kantonalbank-Debakel.

## Der «Bankkrach»
Ursprüngliches Motiv der Kantonalbank-Gründung war vor allem die Absicht, dem ziemlich lange defizitären Kantonshaushalt zu Mehreinnahmen zu verhelfen. Bei der Liquidation der beiden für die KB-Gründung zu fusionierenden Banken Solothurnische Bank und Hypothekarkasse, unter Präsident Urs Viktor Heutschi, der Direktor der Solothurner Nationalbank wurde, in den 1880er Jahren traten dann unerwartete Missstände zu Tage. In einer ersten Phase erhob der Kanton daraufhin Schadenersatz-Klage gegen die beiden Direktoren Simon Kaiser und Leo Niggli, die das Bundesgericht nur teilweise guthiess, da auch die Regierung unter Landammann Wilhelm Vigier Aufsichtspflichten verletzt habe. Beim «grossen Krach» dann wurde strafrechtlich relevante Bilanzfälschung des amtierenden FDP-Regierungsrats Jakob Sieber in seiner Zusatzfunktion als Verwaltungsrat einer pleitegegangenen Uhrenfirma festgestellt, welche damit wegen viel zu hoch ausgewiesener Kreditwürdigkeit bei den beiden Banken weitere hohe Verluste in die Bücher riss. Trotzdem kam die Kantonalbank-Gründung letztlich noch zustande.

## Das Kantonalbank-Debakel
Der Niedergang der Solothurner Kantonalbank Anfang der 1990er Jahre liess sich auf zwei Ursachen zurückführen: eigene Altlasten, unter anderem auch aus Geschäften mit dem danach strafrechtlich verurteilten Werner K. Rey, sowie die Übernahme der maroden Bank in Kriegstetten, deren Lage sich im Nachhinein als noch schlechter erwies als angenommen. Die Kantonalbank wurde in der Folge mit Steuergeldern saniert und ging privatisiert zunächst unter dem Namen Solothurner Bank SoBa an den Schweizerischen Bankverein, der aber anlässlich der Fusion mit der Schweizerischen Bankgesellschaft zur UBS von der Wettbewerbskommission die Auflage erhielt, sie bis spätestens 2003 wieder abzustossen. Die Bank ging schon im Herbst 2000 an die Basler Versicherung (jetzt Bâloise Holding) über, von der sie unter dem Namen Baloise Bank SoBa geführt wurde. 2022 hat die Bâloise angekündigt, den Namensbestandteil SoBa zu streichen.